# Residysatsen
Residysatsen eller Cauchys residysats uttrycker ett samband mellan vissa linjeintegraler av en funktion och dess Laurentserieutvecklingar i funktionens singulära punkter.

## Formulering
Antag att {\displaystyle f} är analytisk innanför och på en enkel sluten kurva {\displaystyle \gamma } förutom i ändligt många punkter {\displaystyle z_{1},\ldots ,z_{n}}, då gäller:
{\displaystyle \oint _{\gamma }f(z)dz=2\pi i\sum _{k=1}^{n}\operatorname {Res} (f;z_{k})}, där integrationsvägen är tagen moturs.
där {\displaystyle \operatorname {Res} (f;z_{k})} är residyn för f i {\displaystyle z_{k}}.
Ovanstående är ett ofta använt specialfall av en allmännare sats: Låt f vara analytisk i ett område U förutom i ändligt många punkter {\displaystyle z_{1},\ldots ,z_{n}} och {\displaystyle \gamma } vara en sluten kurva (inte nödvändigtvis enkel) som omsluter, men inte går igenom någon av punkterna {\displaystyle z_{1},\ldots ,z_{n}}. Då gäller:
{\displaystyle \oint _{\gamma }f(z)dz=2\pi i\sum _{k=1}^{n}\operatorname {Res} (f;z_{k})\operatorname {Ind} _{\gamma }(z_{k})}
där {\displaystyle \operatorname {Ind} _{\gamma }(z_{k})} är omloppstalet för kurvan {\displaystyle \gamma } kring punkten {\displaystyle z_{k}}.